# Fårhälltjärnen
Fårhälltjärnen är en sjö i Skellefteå kommun i Västerbotten och ingår i Bureälven-Mångbyåns kustområde. Fårhälltjärnen ligger i Skallön Natura 2000-område.